# Nicolaj Thomsen
Nicolaj Thomsen, född 8 maj 1993 i Skagen, är en dansk fotbollsspelare som spelar för Sønderjyske. Han har även spelat för Danmarks fotbollslandslag.

## Klubbkarriär
I juni 2016 värvades Thomsen av franska Nantes, där han skrev på ett fyraårskontrakt. I januari 2017 värvades Thomsen av FC Köpenhamn, där han skrev på ett 4,5-årskontrakt.
Den 5 augusti 2021 värvades Thomsen av norska Vålerenga, där han skrev på ett halvårskontrakt. Thomsen debuterade tio dagar senare i Eliteserien i en 1–1-match mot Tromsø. Den 24 januari 2022 värvades Thomsen av Sønderjyske, där han skrev på ett 2,5-årskontrakt.

## Landslagskarriär
Thomsen var med i Danmarks trupp vid U21-EM 2015.

## Meriter

### Klubb
AaB
- Superligaen: 2013/2014
- Danska cupen: 2013/2014

FC Köpenhamn
- Superligaen: 2016/2017, 2018/2019
- Danska cupen: 2016/2017